# Grupo Marquise
O Grupo Marquise é um grupo empresarial e conglomerado de mídia brasileiro sediado em Fortaleza, capital do Ceará. Ele atua nas áreas de serviços ambientais, construção e incorporação, hotelaria, gestão de shopping center e comunicação em todas as regiões do Brasil, tendo presença em 17 estados brasileiros.
A Construtora Marquise foi a empresa que deu origem ao grupo tendo sido fundada em 1974. Atualmente mais de 5.000 colaboradores trabalham nas empresas do Grupo Marquise.

## História
Em 1974, no estado do Ceará, foi fundada a Construtora Marquise, origem do Grupo Marquise, pelos engenheiros José Carlos Valente Pontes e José Erivaldo Arraes. A construtora inaugurou sua primeira filial em 1977, na cidade de São Luís, no Maranhão.
Hoje o grupo atua em onze estados brasileiros e diversificou suas atividades em sete segmentos: Engenharia de Infraestrutura, Incorporação, Serviços Ambientais, Finanças, Hotelaria, Comunicação e Gestão de Shopping Centers.
No ano de 1984, a empresa começou a atuar em limpeza urbana e coleta de lixo, na cidade de Fortaleza, no Ceará.

## Áreas de atuação do Grupo
Construção e Incorporação
A Construtora Marquise foi a primeira empresa do Grupo Marquise. Fundada em 1974, a construtora conta com mais de 200 obras em seu portfólio, que inclui de conjuntos habitacionais, edifícios residenciais e obras de infraestrutura, como o Aeroporto Internacional de João Pessoa, o Aeroporto Internacional de Natal, a primeira fase de ampliação do Terminal de Múltiplo Uso do Porto de Pecém (TMUT) e obras contratadas e em andamento, como a reforma do Aeroporto Internacional de Confins, em Belo Horizonte e Hospital Regional Norte em Sobral.
Atualmente, a empresa atua em diversos estados do Nordeste, algumas cidades no Norte, e em São Paulo como uma das empresas do Grupo Marquise.
A partir de 2005, a Marquise voltou a atuar no mercado de incorporação imobiliária, visualizando a melhor alternativa de crescimento.
Serviços Ambientais
O departamento de limpeza urbana do Grupo Marquise foi criado em 1984 como uma estratégia de diversificação das atividades da Construtora e hoje é uma das principais atividades do Grupo.
Inicialmente, eram prestados serviços de coleta domiciliar e hospitalar apenas na cidade de Fortaleza. A partir de 1986, o departamento abriu sua primeira filial fora do Ceará, na cidade de Manaus (AM) e desde então expandiu rapidamente suas atividades neste segmento.
Em 2003, inaugurou a Ecofor Ambiental, primeira empresa do Brasil a trabalhar na modalidade de concessão de limpeza urbana numa capital brasileira. O contrato da Prefeitura de Fortaleza com a Ecofor Ambiental é de 20 anos.
Em 2008 foi fundada a Eco Osasco Ambiental, na cidade de Osasco, em São Paulo.
No ano de 2010 o Grupo assinou mais um contrato de concessão, dessa vez com a Prefeitura de Porto Velho, em Rondônia, dando início as atividades da Eco Porto.
O Grupo Marquise possui, também, participação na Eco Urbis que é uma empresa privada, de propósito específico que, desde outubro de 2004, opera por concessão os serviços de coleta, transporte, tratamento e destinação de resíduos domiciliares.
Finanças
A Múltipla Financeira surgiu em 2006, inicialmente com foco no crédito pessoal, voltada para o trabalhador assalariado, profissional liberal, autônomo, aposentados e servidores públicos. A empresa, a princípio, era uma extensão da antiga Capitalize Fomento, um braço financeiro do Grupo Marquise que teve início em 1994, e se tornou a maior empresa de factoring do Nordeste e a 4ª maior do país.
Em 2009, um novo direcionamento foi dado às empresas financeiras do Grupo. Com isso, a Capitalize Fomento e a Múltipla Financeira se fundiram e passaram a focar no middle marketing.
Hotelaria
O Grupo Marquise atua no setor de hotelaria por meio do Gran Marquise Hotel, localizado na Avenida Beira Mar, Praia do Mucuripe, a 12 km do Centro de Fortaleza, no estado do Ceará. O empreendimento, que conta com 230 quartos, recebeu a classificação de hotel de luxo.
O Gran Marquise Hotel também conta com o Restaurante Mucuripe e com o Restaurante Mangostin, além de hospedar anualmente o principal evento de moda do Nordeste, o Fortaleza Fashion Week.
Comunicação (Rede Tambaú de Comunicação)
Em 2004, o Grupo Marquise fundou na cidade de João Pessoa, na Paraíba, a rádio Tambaú FM que tinha um repertório de músicas voltado para o axé, forró e sertanejo além de programas jornalísticos.
Em 2011, o Grupo reposicionou a rádio no mercado, dando origem à Nova Tambaú FM. A emissora passou a atender ao público das classes A e B. Sua programação é focada em MPB, Jazz, Soul, pop nacional e internacional, orquestrado, standards da música americana, flashbacks das décadas de 1970 e 1980, entre outros estilos. Em 2017, a rádio se afilia a Jovem Pan FM e passa a se chamar Jovem Pan FM João Pessoa.
A TV Tambaú é uma emissora de televisão brasileira, instalada em João Pessoa, capital da Paraíba. A emissora é afiliada ao Sistema Brasileiro de Televisão (SBT) e pode ser sintonizada no canal 5 VHF e 5.1 digital.
Fundada em 1991, a TV Tambaú, entrou oficialmente no ar no dia do aniversário da cidade de João Pessoa, com reportagens locais. O primeiro programa da TV foi o Tambaú Notícias, noticiário local diário, apresentado às 19 horas.
Em 2012, o Grupo Marquise lançou o Portal de Notícias Tambaú 247, formando assim o Sistema Tambaú de Comunicação. Com a proposta de ser um portal de notícias 24 horas por dia, 7 dias por semana, o Tambaú 247 reúne blogs, colunas e conteúdo sobre a Paraíba, o Brasil e o Mundo. Em 2017, mudou de nome para Portal T5.
Com um investimento de 2 milhões de reais, o grupo inaugura sua nova sede em Maceió em outubro de 2019, essa sede abrigará a Tambaú Eventos, setor de noticias do Portal T5 e também os estúdios da NovaBrasil FM Maceió que estreia no mês de outubro, oriunda da migração da antiga Rádio Palmares.
Administração de Shopping Centers
O Grupo Marquise também atua administrando Shopping Centers. A empresa, em parceria com a CEI Investimentos, está construindo o Shopping Parangaba em Fortaleza, Ceará.
O empreendimento será equipado com 306 lojas, contará com 1200 vagas de estacionamento e possui previsão de inauguração em novembro de 2012. O Grupo Marquise responde por cerca de 90% do investimento no projeto.

## Empresas
- Águas de Maracanaú
- Construtora Marquise
- Ecofor Ambiental
- Eco Porto
- Eco Osasco
- Capitalize
- Múltipla Financeira
- Gran Marquise Hotel
- Shopping Parangaba

### Rede Tambaú de Comunicação
- TV Tambaú
- Clube FM João Pessoa
- NovaBrasil FM Maceió
- Portal T5

### Antigas empresas
- Rádio Palmares

## Máfia do Lixo de Maceió
A Construtora Marquise, uma das empresas do Grupo, é uma das citadas na Ação penal nº 956/2015, que investiga a chamada Máfia do Lixo de Maceió, um esquema de favorecimento a empresas de coleta do lixo ocorrida durante a gestão de Cícero Almeida à frente da prefeitura de Maceió entre 2005 e 2012. O esquema foi denunciado em 2005 pelo então vereador Marcos Alves, falecido em 2011. O prejuízo aos cofres públicos foi estimado em R$ 200 milhões. Investigações realizadas pelo Ministério Público Estadual nos anos de 2005 e 2006 concluíram que, ao invés de realizar licitação para contratação da empresa encarregada da coleta de lixo na cidade, a prefeitura forjou a renúncia da Construtora Marquise S/A ao contrato vigente e fabricou uma emergência para justificar a celebração de contrato com a Viva Ambiental e Serviços Ltda. A Marquise havia sido contratada em 2000 mediante licitação, mas em março de 2005 alegou dificuldades no recebimento dos pagamentos quinzenais pelos serviços prestados, reclamou dos valores e manifestou seu desejo de não mais continuar prestando serviços. Faltando três meses para o término do contrato, que expiraria em julho, o então prefeito não só autorizou o pagamento do que era devido à empresa, mas também reajustou os valores  e o fez retroativamente a janeiro daquele ano, e aceitou a “renúncia”.
Ocorre que, pela legislação vigente, a empresa não poderia ter renunciado. Trata-se de prerrogativa da administração pública, o que foi ignorado pelo gestor. Almeida teria ignorado, igualmente, um parecer da Procuradoria-Geral do Município que orientava a escolher entre o reajuste de valores pretendido pela Marquise ou a rescisão do contrato "por mútuo consenso". A prefeitura adotou os dois, ao mesmo tempo em que determinou a contratação, em caráter emergencial, sem licitação, de outra empresa. Tal contratação chamou a atenção dada a celeridade com que foi feita. No dia 15 de abril de 2005, uma sexta-feira, foi aberto processo para contratação desta nova empresa. Na segunda-feira seguinte, 18 de abril, Almeida recebeu da Superintendência de Limpeza Urbana de Maceió a relação de quatro empresas para substituir a Marquise. Na terça todas apresentaram planilhas de custo detalhadas. No dia 20 de abril, a Viva Ambiental foi comunicada que a sua proposta fora a vencedora por ter sido a de menor preço. Nove dias depois o contrato foi assinado.
Contratada emergencialmente para um período de seis meses pelo valor de R$ 8.740.213,92, a Viva Ambiental já havia recebido em quatro meses de atuação, entre maio e agosto, R$ 7.306.171,02. Em setembro, Almeida autorizou um acréscimo de mais R$ 2.183.297,45 e o valor global do contrato se elevou para R$ 10.923.511,37. Em novembro de 2005, um novo contrato, também em caráter emergencial, portanto com dispensa de licitação, foi firmado pela prefeitura com a Viva Ambiental. Mesma prestação de serviços, mesma duração, mas com valor global de R$ 15.055.178, quase o dobro do valor do primeiro contrato. Ou seja, ao invés de haver providenciado a licitação para contratação de empresa para coleta do lixo, Almeida optou por celebrar novo contrato com a Viva. Pela legislação vigente não cabe prorrogação em se tratando de contratação emergencial; deve o gestor durante os 6 meses da situação de excepcionalidade providenciar a realização de concorrência pública, o que não foi feito.
O Ministério Público também incluiu no rol de denunciados pelo esquema a Marquise, suspeita de ter sido beneficiada com o reajuste retroativo de valores a despeito de, segundo a prefeitura, ter rompido o contrato, bem como a Viva Ambiental. Sobre esta, pesa também a acusação de se utilizar de uma empresa com a qual mantinha laços estreitos na época, inclusive mesmo endereço e mesmo gerente, para elaboração da cotação de preços apresentada ao município, a Trópicos Engenharia e Comércio Ltda.